# تسجيل الناخبين
تسجيل الناخبين، بالإنجليزية يعني (Voter Registration). هو عملية إدراج الأفراد المؤهلين في سجل الناخبين لكي يتمكنوا من المشاركة في الانتخابات العامة أو الاستفتاءات. هذه العملية تهدف إلى تحديد من يمكنهم التصويت في الانتخابات وضمان أن العملية الانتخابية تكون قانونية ونزيهة.

## التعريف
تسجيل الناخبين هو عملية أساسية لضمان العدالة الانتخابية والتمثيل الديمقراطي. من خلال التسجيل السليم، يُمكن ضمان أن الانتخابات تكون شفافة وأن المواطنين الذين يحق لهم التصويت يتمكنون من ممارسة هذا الحق بسهولة وفعالية.

## أهمية تسجيل الناخبي
1. ضمان نزاهة الانتخابات:
- يساعد تسجيل الناخبين على منع التزوير والتحقق من الأهلية، مما يعزز من نزاهة العملية الانتخابية.

2. التمثيل الديمقراطي:
- يضمن تسجيل الناخبين أن جميع الأفراد المؤهلين للمشاركة في الانتخابات يتم تمثيلهم بشكل صحيح، مما يدعم المشاركة الديمقراطية.

3. التأكيد على حقوق الأفراد:
يعد تسجيل الناخبين خطوة أساسية في تمكين الأفراد من ممارسة حقهم في التصويت والمشاركة في اتخاذ القرارات السياسية.

## كيفية التسجيل

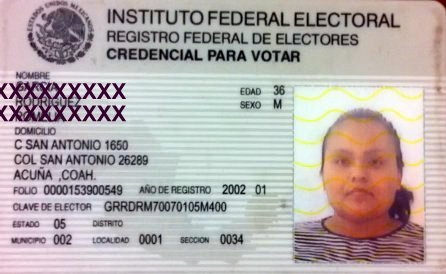
بطاقة هوية الناخب من المكسيك

- التسجيل التلقائي: في بعض الدول، يتم تسجيل المواطنين تلقائيًا كناخبين بمجرد بلوغهم السن القانوني. قد يتم ذلك من خلال التعداد السكاني أو عند تحديث البيانات الشخصية في السجلات المدنية.
- التسجيل اليدوي أو الإلكتروني: في الدول الأخرى، يُطلب من الأفراد تقديم طلبات للتسجيل من خلال ملء استمارات التسجيل سواء بشكل يدوي أو عبر الإنترنت.

## الشروط المطلوبة لتسجيل الناخبين
1. السن: يجب أن يكون الناخب قد بلغ السن القانوني للتصويت، الذي يختلف حسب الدولة، وعادة ما يكون بين 18 و21 عامًا.
2. المواطنة: يجب أن يكون الشخص مواطنًا في الدولة التي سيصوت فيها.
3. الإقامة: قد يُطلب من الناخبين أن يكونوا مقيمين في دائرة انتخابية معينة أو منطقة جغرافية.
4. الأهلية القانونية: بعض الدول تستثني الأشخاص الذين لديهم إدانة جنائية أو الذين يعانون من القيود القانونية من القدرة على التصويت.

## أنواع تسجيل الناخبين
1. التسجيل الأولي:
- يتم عادة عند بلوغ الأفراد السن القانوني. قد يتم تنفيذ هذا التسجيل من خلال حملات توعية أو استمارات يتم توزيعها على المواطنين.

2. التسجيل المتجدد أو التحديث:
- يمكن للناخبين تحديث بياناتهم إذا غيروا محل إقامتهم أو إذا كانوا بحاجة إلى تعديل أي تفاصيل أخرى مثل الاسم أو الحالة الانتخابية.

3. التسجيل في الخارج:
- يتيح لبعض الدول لمواطنيها الذين يعيشون في الخارج التسجيل للتصويت في الانتخابات الوطنية، وهو ما يساهم في تمثيل المغتربين في العمليات الانتخابية.

## العملية الانتخابية بعد التسجيل
1. إصدار بطاقة الناخب: بعد إتمام التسجيل، يحصل الناخب على بطاقة الناخب أو مستند يثبت تسجيله ويسمح له بالتصويت في الانتخابات.
2. التحقق من الأهلية: في يوم الانتخابات، يتم التحقق من هوية الناخبين باستخدام الوثائق المناسبة (مثل بطاقة الهوية أو جواز السفر) للتأكد من أنهم مسجلون وأنهم مؤهلون للتصويت.
3. التصويت: بعد التحقق، يُسمح للناخب بالتصويت في الانتخابات أو الاستفتاءات التي تُجرى.

## التحديات المتعلقة بتسجيل الناخبين
1. إعاقة الوصول: قد يواجه بعض الأفراد صعوبة في الوصول إلى مواقع التسجيل بسبب المسافات أو الإجراءات المعقدة.
2. العوائق القانونية أو الإدارية: بعض الدول قد تفرض قوانين صارمة أو إجراءات بيروقراطية تجعل التسجيل صعبًا للبعض، مثل أصحاب الوثائق المفقودة أو غير المكتملة.
3. الاختلافات بين الدول: تختلف القوانين والأنظمة الخاصة بتسجيل الناخبين بين الدول، مما قد يسبب ارتباكًا أو تعقيدات في بعض الحالات.

## تسجيل الناخبين في العالم
- في بعض الدول مثل الولايات المتحدة الأمريكية، يتعين على المواطنين التسجيل بأنفسهم في سجل الناخبين قبل كل انتخابات، ويمكنهم القيام بذلك عبر الإنترنت، البريد، أو في مراكز خاصة.
- في بعض الدول الأوروبية مثل المملكة المتحدة، تسجيل الناخبين يتم بشكل تلقائي في السجل المدني، وعادةً لا يتطلب من المواطنين تقديم طلب.[4][5][6]